# Grupa butylowa
Grupa butylowa (–CH2CH2CH2CH3 lub –C4H9) – alkilowa grupa funkcyjna pochodząca od butanu (C4H10), powstała wskutek oderwania od niego jednego atomu wodoru. Grupa butylowa oznaczana jest symbolem Bu.
Wyróżnia się cztery izomeryczne rodniki grupy butylowej:
| Wzór szkieletowy | Wzór półstrukturalny | Nazwa rodnika | Symbol |
|                  | CH3CH2CH2CH2–        | n-butylowy    | n-Bu   |
|                  | CH3CH2(CH3)CH–       | sec-butylowy  | sec-Bu |
|                  | (CH3)2CH2–           | izobutylowy   | i-Bu   |
|                  | (CH3)3C–             | tert-butylowy | t-Bu   |